# Jack Webb
John Randolph "Jack" Webb (2 de abril de 1920 - 23 de diciembre de 1982) fue un actor estadounidense nominado al Emmy, además de productor televisivo, director cinematográfico y autor, famoso sobre todo por su interpretación del Sargento Joe Friday en la serie de radio y televisión Dragnet. Además fundó su propia compañía productora, Mark VII Limited.

## Biografía

### Primeros años y carrera
Nacido en Santa Mónica (California), Webb se crio en un ambiente pobre en el barrio de Bunker Hill en Los Ángeles. Su padre era judío, y su madre católica. Fue un niño enfermizo, y en su juventud estudió arte. Uno de los inquilinos de la pensión que regentaba su madre era músico de jazz, fomentando en Webb un interés duradero por esta música al regalarle una grabación de Bix Beiderbecke. Más adelante Webb se graduó en la Belmont High School de Los Ángeles.

### Carrera como intérprete
Tras servir en las Fuerzas Aéreas del Ejército de los Estados Unidos como miembro de la tripulación de un Martin B-26 Marauder durante la Segunda Guerra Mundial, se trasladó a San Francisco (California) para protagonizar su propio programa radiofónico, The Jack Webb Show, un show de humor de media hora de duración emitido por la ABC en 1946.  En la primavera y verano de 1949 cambió la comedia por el drama para actuar en Pat Novak for Hire, un programa radiofónico sobre un detective privado sin licencia. Estaba coprotagonizado por Raymond Burr. Otros programas de radio de Webb fueron Johnny Modero; Pier 23; Jeff Regan, Investigator; Murder and Mr. Malone y One Out of Seven. El mejor era One Out of Seven, y en el mismo Webb daba voz a todos los personajes. Pat Novak era notable por los guiones, que imitaban, y casi parodiaban, el estilo de escritores como Raymond Chandler.
Probablemente su papel más famoso para el cine fue el de instructor del Cuerpo de Marines de los Estados Unidos en la película de 1957 The D.I.,, con Don Dubbins. La caracterización de Webb en este papel marcaría su carrera interpretativa.

### Dragnety llegada al estrellato
Webb tuvo un papel como técnico de laboratorio en la película de 1948 He Walked by Night, basada en el asesinato real de un policía. La película se rodó con un estilo semidocumental y con asesoramiento técnico de un detective del Departamento de Policía de Los Ángeles. Este título fue el que dio a Webb la idea para realizar Dragnet.
Tras ser ayudado por el mismo asesor de He Walked by Night y por el legendario jefe de Policía William H. Parker, Dragnet se estrenó en la radio en 1949 (emitiéndose hasta 1954) y en televisión en 1951 en la emisora NBC. Webb interpretaba al Sargento Joe Friday, y Barton Yarborough al Sargento Ben Romero.
En 1950 Webb actuó junto a su futuro compañero en Dragnet Harry Morgan en la película de cine negro Dark City.
En 1952 Dragnet se convirtió en un gran éxito televisivo. Desafortunadamente, Barton Yarborough falleció súbitamente a causa de un ataque cardiaco, y Barney Phillips (Sargento Ed Jacobs) y Herbert Ellis (Frank Smith) temporalmente lo suplieron. En 1952 el veterano actor Ben Alexander debutó como la segunda encarnación del jovial Frank Smith, permaneciendo en el programa hasta su finalización en 1959.
En los primeros tiempos de Dragnet, Webb siguió actuando en otros filmes, destacando su actuación junto a William Holden en la película de 1950 dirigida por Billy Wilder Sunset Boulevard.
En su vida personal Webb estaba más interesado por el jazz que por el trabajo policial. Su pasión por la corneta y su tolerancia racial le permitieron moverse con facilidad en la cultura del jazz, ambiente en el que conoció a la cantante y actriz Julie London. Se casaron en 1947 y tuvieron dos hijos. La pareja se divorció en 1953.
En 1951 Webb presentó en la radio una serie de corta vida, Pete Kelly's Blues, en un intento de acercar el jazz a la gran audiencia. Esa serie fue la base para la película de 1955 Pete Kelly's Blues. Sin embargo, ni la serie ni la película tuvieron un gran éxito.
En 1963 Webb sustituyó a William T. Orr como productor ejecutivo de la serie televisiva de la ABC 77 Sunset Strip. Hizo cambios en el programa y mantuvo únicamente a Efrem Zimbalist, Jr.. El resultado fue desastroso, y la audiencia de hundió, cancelándose la serie mediada la sexta temporada.
En 1967 Webb produjo y protagonizó una nueva versión en color de Dragnet para la NBC, en la que intervenía Harry Morgan. La serie se emitió hasta 1970. 
A partir de 1968, asociado con Robert A. Cinader, Webb produjo para la NBC Adam-12, serie interpretada por Martin Milner y Kent McCord, y que se mantuvo hasta 1975.
A principios de la década de 1970 Webb produjo The DA, con Robert Conrad, y O'Hara: US Treasury, con David Janssen. Ambos programas tuvieron una vida corta, pero otro show, Emergency!, fue una gran éxito, y se emitió entre 1972 y 1979, con índices de audiencia que rivalizaban con su competidor, All in the Family. Webb eligió a su exmujer, Julie London, así como al segundo marido de ella, Bobby Troup, para formar parte del reparto. Emergency! tuvo tanto éxito que incluso tuvo una serie spin-off en dibujos animados, Emergency+4.

### Últimos años
Project UFO fue otra producción de Webb, y describía el Proyecto Libro Azul, una investigación de la Fuerza Aérea de los Estados Unidos sobre los ovnis. Éste fue el último gran producto de su productora Mark VII. 
En 1982 Webb estaba trabajando en West Hollywood, California, en el guion para una nueva reposición de Dragnet con Kent McCord como su compañero, cuando falleció a causa de un infarto agudo de miocardio, a los 62 años de edad. Jack Webb fue enterrado en el Cementerio Forest Lawn Memorial Park de Los Ángeles. Webb tuvo un funeral con plenos honores policiales, a pesar de que él nunca había servido en el Cuerpo.

## Filmografía

### Largometrajes
- Tres vidas de mujer (Three on a Match, 1932)
- Hollow Triumph (1948)
- He Walked by Night (1948)
- Sword in the Desert (1949)
- Hombres (The Men) de Fred Zinnemann (1950)
- Sunset Boulevard (1950)
- Dark City (Ciudad en sombras) (1950)
- Halls of Montezuma (Situación desesperada) (1950)
- You're in the Navy Now (1951)
- Appointment with Danger (Reto a la muerte) (1951)
- Pete Kelly's Blues (1955)
- The D.I. (1957)
- -30- (1959)
- The Last Time I Saw Archie (1961)
- MCRD, San Diego (1973) (documental) (narrador)

### Cortos
- Army Information Film No. 7: Code of Conduct - To Resist (1950)
- The Challenge of Ideas (1961) (narrador)
- A Force in Readiness (1961)
- The Commies are Coming, the Commies are Coming (1962)
- Patrol Dogs of the United States Air Force (1968) (narrador)
- Star Spangled Salesman (1968)
- Is it worth it? 1970's US Postal Service training film (narrador)

## Trabajo televisivo
- Dragnet (1951-1959)
- Dragnet (1967-1970)
- O'Hara, U.S. Treasury (1971) (narrador) (piloto para una serie)
- Escape (1973) (cancelada tras 4 episodios)
- Project UFO (1978-1979) (narrador)